# Південна провінція Хамгьон
Півде́нна прові́нція Хамгьо́н (кор. 咸鏡南道, 함경남도, Хамгьон-намдо)　— провінція Корейської Народної Демократичної Республіки. Розташована на північному сході Корейського півострова, на сході Республіки. Омивається водами Японського моря. Утворена 1896 року на основі південної частини історичної провінції Хамгьон. 
Адміністративний центр — місто Хамхин. 
Скорочена назва — Хамгьон-Південь (кор. 咸南, 함남, Хамнам).

## Географія
На півночі межує з провінцією Янгандо, на північному сході — з Хамгьон-Пукто, на півдні — з Канвондо та на заході — з Пхьонан-Намдо. Зі сходу омивається Японським морем.

## Адміністративний поділ
Хамгйон-Намдо поділений на 4 міста (сі), 2 райони (1 ку та 1 чігу) та 15 повітів (кун).

### Міста
- Хамхин (함흥시; 咸興市)
- Хиннам (흥남시; 興南市)
- Сінпхо (신포시; 新浦市)
- Танчхон (단천시; 端川市)

### Райони
- Судонгу (수동구; 水洞區)
- Кимхо-чігу (금호지구; 琴湖地區)

### Повіти
- Чанджін (장진군; 長津郡)
- Чонпхйон (정평군; 定平郡)
- Хамджу (함주군; 咸州郡)
- Хочхон (허천군; 虛川郡)
- Хонвон (홍원군; 洪原郡)
- Ковон (고원군; 高原郡)
- Ким'я (금야군; 金野郡)
- Пуджон (부전군; 赴戰郡)
- Пукчхон (북청군; 北靑郡)
- Рагвон (락원군; 樂園郡)
- Рівон (리원군; 利原郡)
- Сінхин (신흥군; 新興郡)
- Токсон (덕성군; 德城郡)
- Йонгван (영광군; 榮光郡)
- Йодок (요덕군; 耀德郡)